# Oretanos
Los oretanos (en latín Oretani) fueron un pueblo íbero prerromano que habitó Oretania, una región que abarcaba las tierras desde Sierra Morena hasta la cuenca del río Anas, correspondiente a las actuales provincias de Ciudad Real y noreste de Córdoba, oeste de Albacete y norte de Jaén, más allá del Saltus Castulonensis (era llamado así al antiguo limes o frontera entre las provincias romanas de Hispania Citerior e Hispania Ulterior).

## Historia

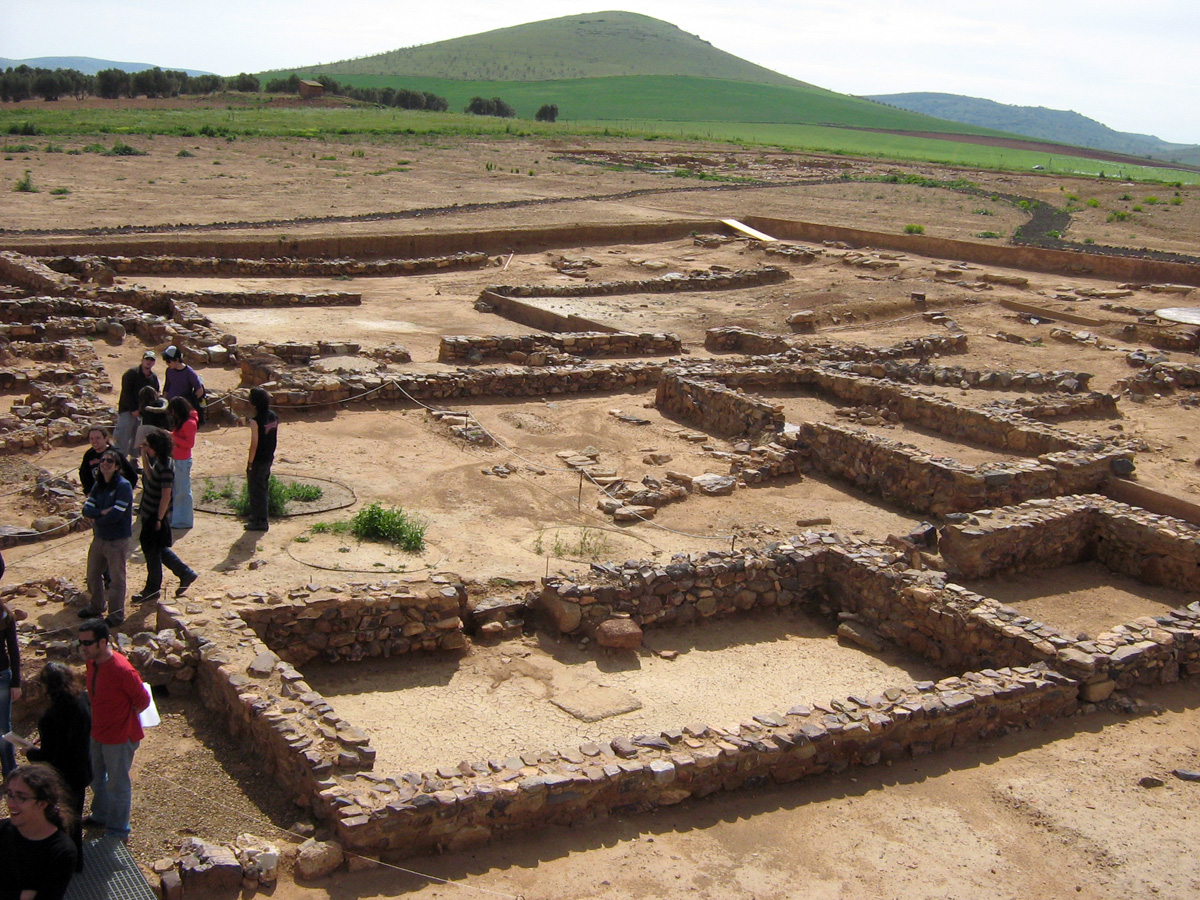
Yacimiento arqueológico de Oreto y Zuqueca, cerca de Granátula de Calatrava

Idiomas en la península ibérica en el 300 A.C.

La ciudad más grande de la Oretania era Cástulo. Sus gentes, nativas de Sierra Morena y del borde de la meseta sur, controlaban una zona con grandes poblaciones de más de 10 hectáreas de extensión como Sisapo (La Bienvenida), Lacurris o Larcuris (Alarcos - Ciudad Real) o el cerro de las Cabezas (Valdepeñas), así como amplios territorios de penillanura y sus vías de comunicación. Han pervivido algunos nombres de sus régulos o reyezuelos, como por ejemplo Orissón, único guerrero que consiguió derrotar a los cartagineses en Heliké con una curiosa estratagema (véase Muerte de Amílcar Barca). Al menos en época tardía, pudieron estar bajo el dominio de un único soberano, lo que explicaría el matrimonio de Aníbal con la princesa oretana Himilce, hija del rey de Cástulo, Mucro. La intensa iberización de los oretanos se produce ya en época orientalizante, a juzgar por sus cerámicas. Sus santuarios son los más ricos del mundo ibérico. En Alarcos han aparecido estelas con figuras zoomorfas y existía un arte de gran calidad al servicio de las elites refinadas y poderosas, como lo indican las cerámicas, los bronces y los mismos tesoros argénteos, tan frecuentes en la zona de Sierra Morena. Y en Castellar (Jaén), han sido hallados en el importante santuario de la Cueva de la Lobera más de 3000 exvotos ibéricos. 
Pero el interés principal del mundo oretano se centra en su papel intermediario en los procesos de transculturación ocurridos en estas tierras por la transmisión de elementos culturales y étnicos entre turdetanos, bastetanos, contestanos, carpetanos, vetones, lusitanos y celtas. Si por una parte explican su temprana y profunda iberización, por otra se celtizaron intensamente. Así se explican algunas confusiones históricas como:
- Que la ciudad de nombre céltico Miróbriga (cerca de Capilla, Badajoz) sea considerada por Plinio el Viejo como túrdula y por Ptolomeo en una ocasión turdetana y en otra oretana

- La confusión entre dos Mentesas limítrofes, como son la Oretana y la Bastetana)[1] omitida y mencionada respectivamente por Plinio y Ptolomeo, ambas con topónimo de dos pueblos distintos, pero ubicados en la Oretania, lo que ofrece otra muestra más del complejo mosaico étnico de estas zonas.

- Lo mismo se deduce de la referencia de Plinio a que los celtas de la Beturia, que corresponde a las mismas tierras, procedían de celtíberos de Lusitania.

- También existe cierta confusión con la ciudad de Laminium, calificada por Ptolomeo como carpetana cuando, independientemente de dónde se la sitúe, debió ser oretana.

- Por último, Plinio denomina a la ciudad epónima como Oretum Germanorum, lo que parece confirmar la presencia de elementos célticos infiltrados por estas zonas en épocas diversas aunque probablemente tardías, a través del pastoreo, la minería, el empleo de mercenarios y, finalmente, como clase dominante.

A partir de esta situación se podría decir que existían dos Oretanias a ambos lados de Sierra Morena:
- Una, al sur de Sierra Morena, de etnia íbera pura, con capital en Cástulo.
- Otra, al norte, con más influencia de los Oretanos Germanos (Oretani Germani), de influencia céltica.

Sierra Morena, más que una frontera, era una línea montañosa de encuentro que unía ambas etnias gracias a la existencia de numerosos santuarios en sus proximidades que obligaban a peregrinar a la zona. Las fuentes clásicas ya diferenciaban dos Oretanias: Plinio el Viejo citaba:  Oretani qui et Germani cognominantur (N.uh. 3, 25, ya citado arriba). Polibio también distinguía entre estas dos Oretanias, haciendo referencia a unos oretanos ibéricos al sur de Sierra Morena. Ptolomeo asimismo lo mencionaba hablando de una Oretania Germánica al norte (2,6,58). Igualmente cabe destacar que estos mismos autores clásicos han incluido el territorio que comprendería la Oretania dentro de los pueblos celtíberos, por ejemplo en este pasaje de Estrabón 3, 2.11:
Pasando la Idubeda se llega en seguida a la Celtiberia, que es grande y desigual, siendo su mayor parte áspera y bañada por ríos, ya que por esta región va el Anas
En este mismo pasaje se hace referencia a que dicho río nacía en la Celtiberia (el río Anas, Guadiana), nace cerca de las Lagunas de Ruidera.
Posidonio hacía igualmente referencia a que el río Anas y el Tagus (Tajo) discurrían por Celtiberia:
Los Pirineos separarían Galia de Iberia y Celtiberia, región por la que discurren el Anas y el Tagus (5, 35).
Aquí también se incluiría a los carpetanos como un pueblo celtíbero. El historiador Gregorio Carrasco añade incluso que los Oretanos podrían ser una parte importante de Celtiberia, puesto que en la ya famosa cita de Plinio el Viejo hay algunos elementos que tendrían que estudiarse más a fondo: Oretani qui et Germani cognominantur, caputque Celtiberiae. Para Carrasco ese "caputque Celtiberiae" sería en realidad "caput quae Celtiberiae", es decir, caputque sería una contracción de caput quae con el fin de ahorrar espacio, puesto que a lo largo del texto existen muchas más contracciones y supresiones de letras, ya que el texto original no se conserva y lo que nos queda son dos transcripciones de los siglos IX y X, con lo que el texto cobraría sentido y su traducción sería: Oretanos a los que se apoda Germanos, cabeza de Celtiberia.
El territorio de esta Oretania Germánica sería el comprendido al norte de Sierra Morena, en las provincias de Ciudad Real, noreste de Badajoz y oeste de Albacete; en cambio, la íbera quedaría al sur de Sierra Morena.
La capital de los oretanos iberos sería Cástulo (cerca de la actual Linares), mientras que la de los oretanos germanos sería Oretum Germanorum (Granátula de Calatrava), siendo otras ciudades importantes Gemella Germanorum (Almagro), Miróbriga (Capilla), Lacurris (Alarcos, cerca de Ciudad Real), Sisapo (La Bienvenida), Laminium, Mentesa Oretana (Villanueva de la Fuente), Giribaile (Vilches), Mentesa Bastia (La Guardia de Jaén), Aurgis o Puente tablas (Jaén capital), Baecula (santo tome), Iltiraka (Úbeda), Obulco, (Porcuna), Toya (Peal de Becerro), cerro del Pajarillo (Huelma) etc.
De la gran ciudad del cerro de las Cabezas en Valdepeñas (Ciudad Real) no se ha logrado descifrar de qué ciudad se trataría, aunque su importancia es enorme ya que se calcula que su población suponía el 1.% de toda la de la península ibérica y además nunca llegó a ser romanizada o arabizada.
Los oretanos (orissos en griego) vencieron al cartaginés Amílcar aproximadamente en el año 230 a. C., cuando estaba sitiando Helike (ciudad de ubicación desconocida; se baraja la hipótesis de Elche de la Sierra entre otras). Himilce, hija del régulo oretano de Castulo, se casó con Aníbal para sellar un pacto entre oretanos y púnicos, en el contexto del tratado del Ebro entre romanos y púnicos.